# Exército da Turquia
O Exército da Turquia ou Forças Terrestres da Turquia (em turco: Türk Kara Kuvvetleri) formam um ramo das Forças Armadas Turcas. A história moderna do exército teve início com a sua formação após o colapso do Império Otomano. Eventos significativos desde a fundação do Exército incluem o combate na Guerra da Coreia e na Invasão Turca de Chipre em 1974, e agindo como um baluarte da OTAN ao longo das fronteiras da Guerra Fria até 1992. Atualmente é o segundo maior exército da OTAN.
O Exército Turco ocupa um lugar de destaque nas forças armadas. É habitual para o Chefe Geral do Estado Maior da República da Turquia ter sido o comandante das forças terrestres turcas antes de sua nomeação como oficial sênior. Juntamente com a Marinha e a Força Aérea, o Exército tem frequentemente intervindo na Política da Turquia, que agora está sendo regulado para uma extensão com a reforma do Conselho de Segurança Nacional. O atual comandante é o General Selçuk Bayraktaroğlu.

## História

### Modernização
No final da década de 1980, um processo de reestruturação e modernização foi iniciado pelas Forças Armadas da Turquia, que ainda continua atualmente. O objetivo final da Turquia é a produção de equipamentos militares pelo próprio país, e tornar-se cada vez mais autossuficiente em termos de tecnologias militares.

## Fotos

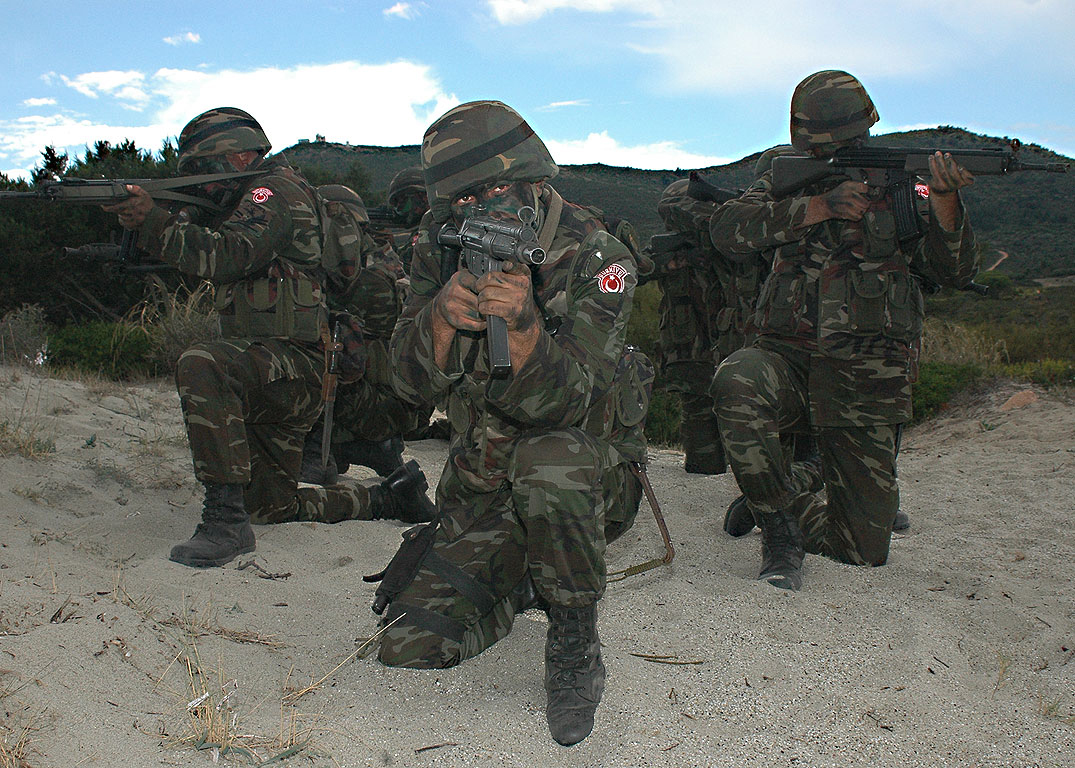
Soldados turcos durante treinamento militar.
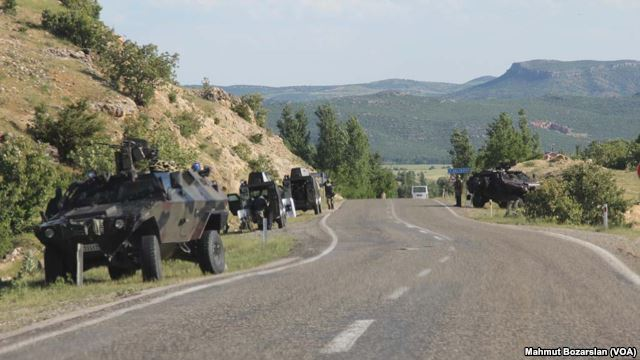
Veículos blindados turcos.
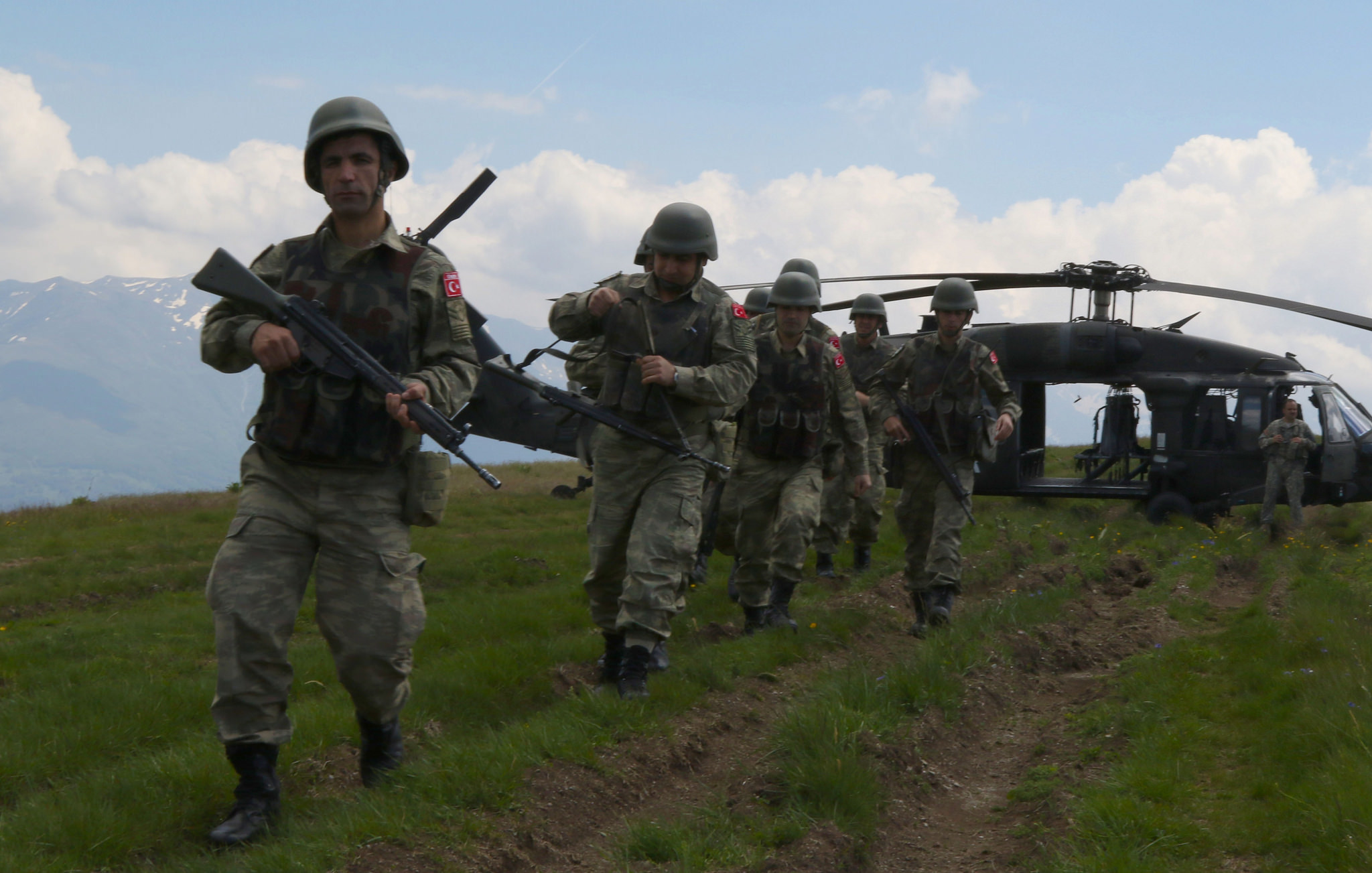
Militares turcos saindo do seu helicoptero UH-60.
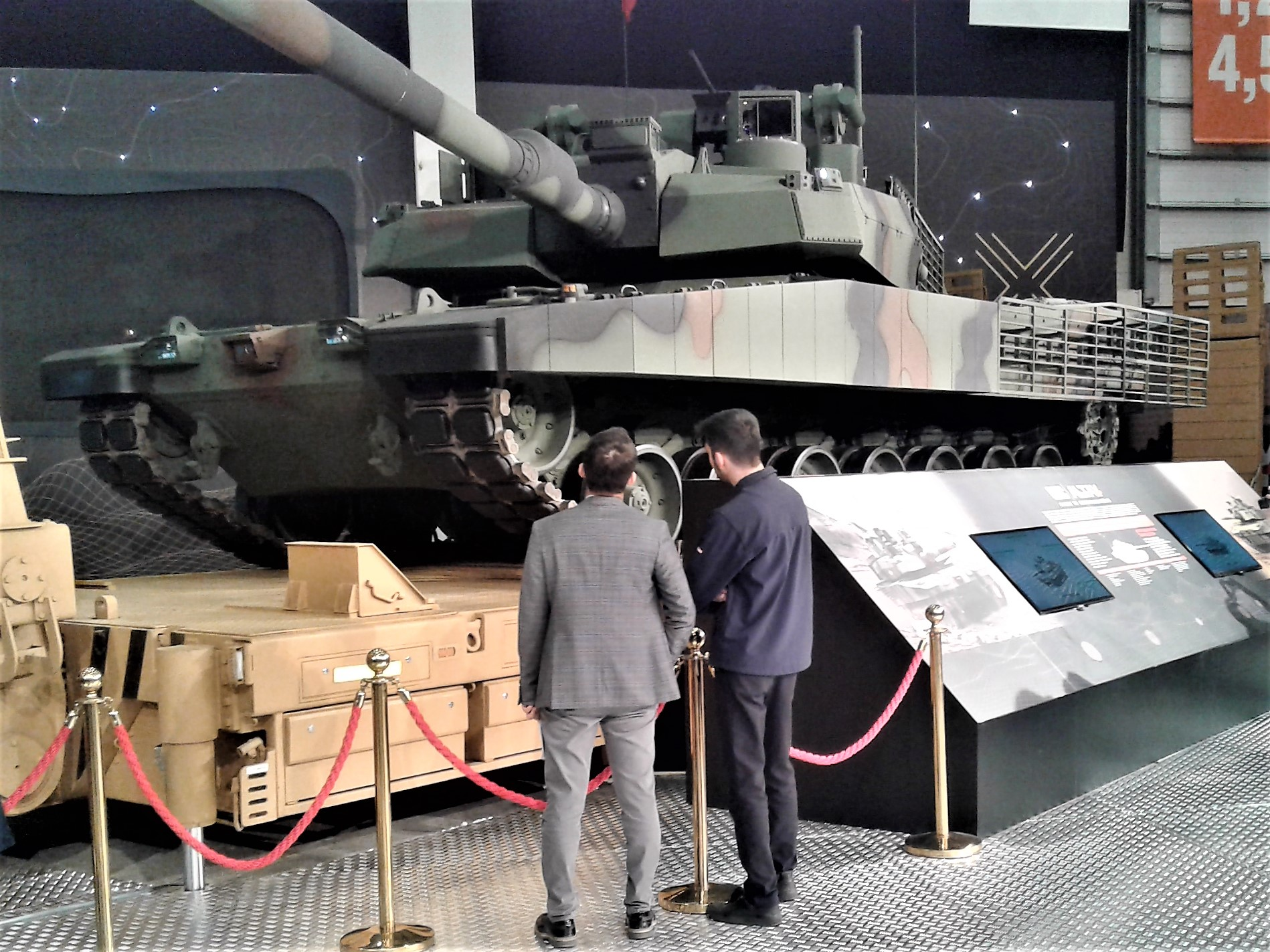
Blindados Altay, construídos na Turquia, baseado no modelo K2 Black Panther.
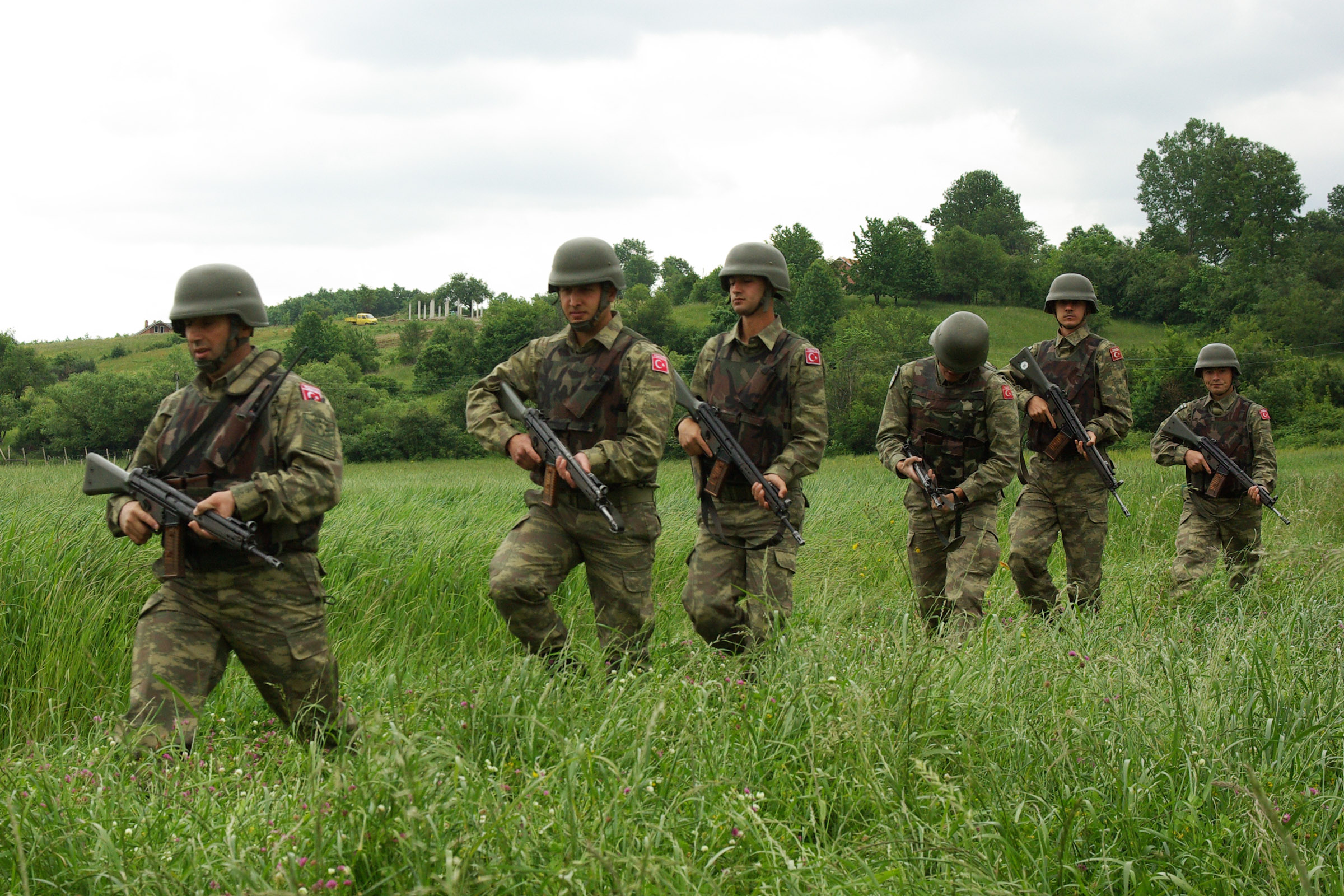
Tropas do exército turco.